# Tulle
Tulle este un oraș în Franța, prefectura departamentului Corrèze în regiunea Aquitania-Limousin-Poitou-Charentes. 

## Personalități născute aici
- Marcelle Tinayre (1870 - 1948), romancier, anti-comunist;
- Éric Rohmer (1920 - 2010), regizor, critic de film;
- Laurent Koscielny (n. 1985), fotbalist.